# Stenoloba robusta
Stenoloba robusta là một loài bướm đêm trong họ Noctuidae.